# Тщенець
Тще́нець (пол. Trzcieniec) — село в Україні, в Яворівському районі Львівської області. Орган місцевого самоврядування — Шегинівська сільська громада.

## Історія
З 1991 року в складі незалежної України.

## Населення
За переписом населення 2001 року в селі мешкала 571 особа.

### Мова
Розподіл населення за рідною мовою за даними перепису 2001 року:
| Мова       | Відсоток |
| ---------- | -------- |
| українська | 64,22 %  |
| польська   | 34,73 %  |
| російська  | 0,87 %   |

## Культура
У селі розташовані:
- парк-пам'ятка садово-паркового мистецтва — Парк XVIII століття
- костел святого Йосипа, однонавний, збудований у неоготичному стилі в 1924—1928 роках за проєктом архітектора Станіслава Маєрського[4].